# Ichthyodes proxima
Ichthyodes proxima là một loài bọ cánh cứng trong họ Cerambycidae.